# Міклош Амбруш
Міклош Амбруш (угор. Miklós Ambrus, 31 травня 1933 — 3 серпня 2019) — угорський ватерполіст.
Олімпійський чемпіон 1964 року.
Чемпіон Європи з водного поло 1962 року.
Бронзовий призер літньої Універсіади 1961 року.